# Дориа, Джакомо
Джакомо Дориа (итал. Giacomo Doria; 1 ноября 1840, Специя — 19 сентября 1913, Генуя) — итальянский зоолог, исследователь и политический деятель, маркиз.

## Биография
Свою первую крупную экспедицию Дориа совершил в 1862 году в Персию вместе с Филиппо де Филиппи. В 1865 году он вместе с ботаником Одоардо Беккари предпринял путешествие на остров Борнео, где были исследованы регион Но и течение реки Барам. В 1879 году Дориа исследовал район Асэба и Тунис.
В 1867 году Дориа основал музей естественной истории в Генуе, который существует до сих пор и носит его имя. В 1890 году Дориа был избран в сенат Италии, в следующем году стал мэром Генуи (пробыл в должности пять месяцев) и президентом Итальянского королевского географического общества (эту должность он занимал до 1900 года). Дориа был организатором исследовательских экспедиций в Африку. Выйдя на пенсию, он переехал на остров Джилио, где продолжал свои исследования.
В честь Джакомо Дориа были названы два вида животных, кенгуру Дориа (Dendrolagus dorianus) и новогвинейский ястреб (Megatriorchis doriae).

## Награды
- Командор ордена Святых Маврикия и Лазаря (14 августа 1883 года)
- Офицер ордена Святых Маврикия и Лазаря (27 сентября 1879 года)
- Кавалер Савойского гражданского ордена (6 мая 1876 года)